# 加兰巴国家公园
加兰巴国家公园位于非洲刚果民主共和国，于1938年建立，是非洲最早建立的国家公园之一，1980年被列入世界遗产。
加兰巴国家公园是全世界最后一个野生北白犀种群的栖息地。由于公园内偷猎的情況嚴重，公園於1996年被列入世界遗产濒危名单。该公园还因自20世纪60年代开始的非洲象驯养計劃而闻名于世，該計劃的目的是訓練野生動物供游客骑乘。

## 历史
1938年3月17日，刚果正式将该公园命名为加兰巴国家公园。
20世纪80年代，加兰巴国家公园被国际自然保护联盟（IUCN）评估大约只有15头北白犀存活，之后在80年代中期被列在濒危世界遗产名录上。随后包括世界野生动物基金会、法兰克福动物园协会、联合国教科文组织国际自然保护联盟与当时的扎伊尔政府等组织和政府开始致力于保护和修护公园的生态环境。这种努力获得了回报：园区自1992年从濒危动物名单里删除。
然而到1991年时，公园附近的一个小镇被苏丹解放军（苏丹人民解放军）占领，难民开始向公园周边的地区迁移。至1993年，这一地区的人口已经扩大到约50,000人。苏丹人民解放军的成员和其前成员的大量涌入使得该地区出现很多武器装备，这一时期中甚至出现食用公园内动物肉的情况。但加兰巴国家公园内的守卫没有能力对抗全副武装且训练有素的偷猎者。在1993年到1995年里，他们共发生了121次枪战。非洲水牛和大象在偷猎者的杀害下急遽减少。到1996年时，两只白犀被打死，加兰巴至此又重新被列在世界遗产濒危名单中。

## 现状
尽管多方尽了最大努力致力于生态保护，然而已经有人预言北白犀牛将很快灭绝。预言者同时指出，偷猎是灭绝的最直接原因。由于该地区政治局势的动荡，偷猎已很难被阻止，从而导致杀害野生动物的现象屡禁不止。
国际社会已尽很大的努力给犀牛和其他野生动物提供保护，有些环保主义者建议将犀牛送到肯尼亚作临时的栖息地，但这种建议已经被否决，部分刚果人将一些西方的环保主义者称为“现代的偷猎者”。刚果人将保留北白犀视作自己民族自尊心的标志，认为其他民族的人无权剥夺他们民族的象征。与这种思想相矛盾的是当地政府较少投入的保护。事实上，白犀牛仍维持至今的主要原因是由于国际社会的努力。在2006年发布的一个并未被进一步证实的粗略调查显示，鉴于该地区不断内乱，自然界的一个亚种将在最近一段时间内灭绝。

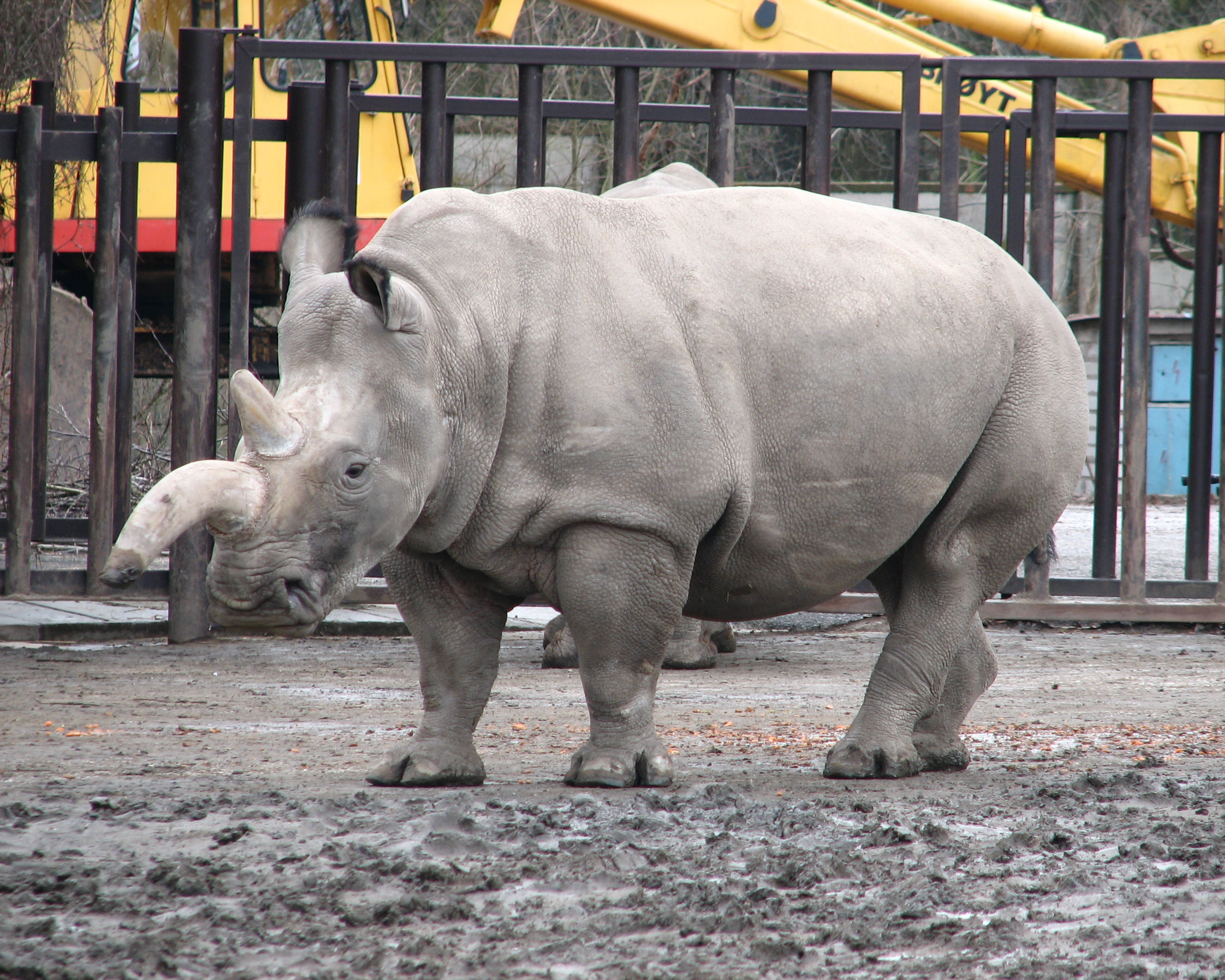
北白犀

2005年1月，刚果民主共和国政府批准将5只北白犀由加兰巴国家公园移送到肯尼亚，并加强保育加兰巴，让这些北白犀有重回的环境。 不过，移送未曾开始，这5只北白犀就已经死亡。 
2005年8月，地面及空中搜索发现有一只独居的雄犀，并包含一只成年雄犀和两只成年雌犀的群落。 到了2008年6月，由于没有再见到它们的踪迹，估计它们已经灭绝。

## 登录基准
该世界遗产被认为满足世界遺產登錄基準中的以下基準而予以登錄：
- （vii）包含出色的自然美景与美学重要性的自然现象或地区。
- （x）拥有最重要及显著的多元性生物自然生态栖息地，包含从保育或科学的角度来看，符合普世价值的濒临绝种动物种。